# Koh-Lanta : Palau
Vous pouvez aider à l'améliorer ou bien discuter des problèmes sur sa page de discussion.
- Il n'est pas vérifiable et peut contenir des informations totalement erronées. Il est fortement conseillé aux contributeurs d'étayer son contenu par des sources fiables. Sans cela, sa suppression pourrait être envisagée. (si vous venez d'apposer le bandeau, veuillez cliquer sur ce lien pour créer la discussion et en afficher les indications). (Marqué depuis juin 2024)
- Il peut contenir un travail inédit ou des déclarations non vérifiées. Vous pouvez l’améliorer en ajoutant des références. (Marqué depuis juin 2024)

- Archive Wikiwix
- Bing
- Cairn
- DuckDuckGo
- E. Universalis
- Gallica
- Google
- G. Books
- G. News
- G. Scholar
- Persée
- Qwant
- (zh) Baidu
- (ru) Yandex
- (wd) trouver des œuvres sur Wikidata

Vous pouvez aider à l'améliorer ou bien discuter des problèmes sur sa page de discussion.
- Son admissibilité est à vérifier. Motif : manque de sources, de références, TI. Et ce alors qu'un bandeau demande des sources depuis des années, 2018. Info doublonnant l'article principal. Saison ne se démarquant pas particulièrement.. Vous êtes invité à le compléter pour expliciter son admissibilité, en y apportant des sources secondaires de qualité. (Marqué depuis février 2025)
- Il ne cite pas suffisamment ses sources. Vous pouvez indiquer les passages à sourcer avec {{référence nécessaire}} ou {{Référence souhaitée}}, et inclure les références utiles en les liant aux notes de bas de page. (Marqué depuis avril 2018)
- Certaines de ses couleurs nuisent à son accessibilité et ne respectent pas la charte graphique. Les couleurs ne sont pas interdites, mais il est conseillé d'en faire un usage modéré qui respecte les normes d'accessibilité. (Marqué depuis juin 2024)
- Son texte doit être wikifié : il ne correspond pas à la mise en forme Wikipédia (style, typographie, liens internes, liens entre les wikis, etc.). (Marqué depuis juin 2024)

- Archive Wikiwix
- Bing
- Cairn
- DuckDuckGo
- E. Universalis
- Gallica
- Google
- G. Books
- G. News
- G. Scholar
- Persée
- Qwant
- (zh) Baidu
- (ru) Yandex
- (wd) trouver des œuvres sur Wikidata

Koh-Lanta : Palau est la 9e édition régulière de l'émission de téléréalité Koh-Lanta. Elle se déroule en Micronésie, sur de petites îles de la république des Palaos (ou Palau). Cette saison a été diffusée du vendredi 28 août 2009 au vendredi 30 octobre 2009 sur TF1. Les deux tribus initiales étaient Koror et Mawaï. C’est Christina qui a remporté cette édition face à Patrick, et a ainsi remporté 100 000 €.

## Nouveautés
- Si vous ne connaissez pas le sujet, laissez ce bandeau (vous pouvez alors contacter les auteurs).
- Si vous supprimez le contenu mis en cause (vous pouvez préalablement contacter les auteurs),

argumentez précisément cette suppression dans la page de discussion
(un manque de référence n'est pas un argument ; une recherche réelle de référence doit avoir été effectuée, être formellement documentée).
Le nombre de candidats — après avoir été de 16 pendant les huit premières saisons — passe pour la première fois à 18. L'âge des candidats se répartit entre 19 et 62 ans.
L'épreuve initiale qui s'est déroulée le premier jour  évolue : d'une part elle devient — pour la première fois dans une saison classique de Koh-Lanta, — éliminatoire. Sont éliminés le dernier homme et la dernière femme. D'autre part, le premier homme et la première femme doivent choisir deux autres concurrents pour partir à la découverte des îles et apprendre les rudiments de la survie aux Palaos avec un homme de la région.
Les autres candidats ont vécu tous ensemble sur le même camp les deux premiers jours et les deux premières nuits. Les équipes n'ont été formées qu'au troisième jour par le doyen et la benjamine, Rodolphe et Marine, qui ont composé deux tribus de huit, les Mawaï et les Koror.
Une nouveauté concernant le duel des ambassadeurs a été instaurée uniquement dans cette saison : le candidat éliminé par les ambassadeurs a eu la possibilité de racheter sa place dans l'aventure. Alexandre, sacrifié à la réunification par les deux ambassadrices Fabienne et Isabelle, a réintégré la tribu réunifiée après avoir réussi une épreuve individuelle.

## Candidats
- Si vous ne connaissez pas le sujet, laissez ce bandeau (vous pouvez alors contacter les auteurs).
- Si vous supprimez le contenu mis en cause (vous pouvez préalablement contacter les auteurs),

argumentez précisément cette suppression dans la page de discussion
(un manque de référence n'est pas un argument ; une recherche réelle de référence doit avoir été effectuée, être formellement documentée).
 (juillet 2024).
Les candidats de cette saison sont au nombre de 18 et ils sont âgés de 19 à 62 ans.
| Candidat | Candidat      | Profession                             | Âge    | Localisation        | Tribu                                                                                                   | Jury final         | Départ    |
| -------- | ------------- | -------------------------------------- | ------ | ------------------- | --- | ------------------ | --------- |
| ♀        | Joëlle        | Professeure de sport à la retraite     | 62 ans | Pyrénées-Orientales | - Éliminée à l'épreuve initiale (jour 1)                                                                |                    | Éliminée  |
| ♀        | Myriam        | Formatrice financière                  | 56 ans | Seine-Saint-Denis   | - Abandon médical avant formation des équipes (jour 2)                                                  | Abandon médical    |           |
| ♂        | Julien        | Diplômé en tourisme                    | 25 ans | Maine-et-Loire      | - Koror (jour 3)                                                                                        | Éliminé            |           |
| ♂        | Anthony       | Ambulancier                            | 24 ans | Bouches-du-Rhône    | - Éliminé à l'épreuve initiale (jour 1 – 3) - Mawaï (jour 3 – 6)                                        | Éliminé            |           |
| ♀        | Claire        | Responsable d'un magasin de décoration | 26 ans | Doubs               | - Mawaï (jour 3 – 9)                                                                                    | Éliminée           |           |
| ♀        | Marine        | Peintre en bâtiment                    | 19 ans | Haute-Savoie        | - Koror (jour 3 – 13)                                                                                   | Abandon médical    |           |
| ♀        | Kaouther      | Attachée consulaire                    | 26 ans | Paris               | - Mawaï (jour 3 – 15)                                                                                   | Abandon volontaire |           |
| ♂        | Alexandre     | Fonctionnaire de police                | 31 ans | Nord                | - Koror (jour 3 – 17) - Éliminé (jour 17 – 19) - Tribu réunifiée (jour 19 – 21)                         | Abandon médical    |           |
| ♂        | Freddy        | Élève ingénieur en informatique        | 23 ans | Nord                | - Koror (jour 3 – 12) - Mawaï (jour 12 – 17) - Tribu réunifiée (jour 17 – 21)                           | Éliminé            |           |
| ♂        | Pascal        | Cadre SNCF                             | 39 ans | Bas-Rhin            | - Mawaï (jour 3 – 17) - Tribu réunifiée (jour 17 – 24)                                                  | 1er membre         | Éliminé   |
| ♂        | Louis-Laurent | Directeur d'agence d'import-export     | 28 ans | Essonne             | - Mawaï (jour 3 – 12) - Koror (jour 12 – 17) - Tribu réunifiée (jour 17 – 27)                           | 2e membre          | Éliminé   |
| ♀        | Raphaële      | Responsable d'achats informatiques     | 29 ans | Hérault             | - Koror (jour 3 – 17) - Tribu réunifiée (jour 17 – 30)                                                  | 3e membre          | Éliminée  |
| ♂        | Rodolphe      | Carrossier                             | 52 ans | Bouches-du-Rhône    | - Mawaï (jour 3 – 17) - Tribu réunifiée (jour 17 – 33)                                                  | 4e membre          | Éliminé   |
| ♂        | Kader         | Responsable sécurité                   | 45 ans | Maine-et-Loire      | - Mawaï (jour 3 – 15) - Éliminé (jour 15 – 21) - Tribu réunifiée (jour 21 – 36)                         | 5e membre          | Éliminé   |
| ♀        | Fabienne      | Assistante maternelle                  | 44 ans | Alpes-Maritimes     | - Mawaï (jour 3 – 17) - Tribu réunifiée (jour 17 – 37)                                                  | 6e membre          | Éliminée  |
| ♀        | Isabelle      | Commerçante en prêt-à-porter           | 35 ans | Yvelines            | - Koror (jour 3 – 17) - Tribu réunifiée (jour 17 – 38)                                                  | 7e membre          | Éliminée  |
| ♂        | Patrick       | Ouvrier teinturier                     | 38 ans | Loire               | - Koror (jour 3 – 17) - Tribu réunifiée (jour 17 – 39)                                                  |                    | Finaliste |
| ♀        | Christina     | Gestionnaire de stock                  | 22 ans | Bouches-du-Rhône    | - Koror (jour 3 – 12) - Éliminée (jour 12 – 13) - Koror (jour 13 – 17) - Tribu réunifiée (jour 17 – 39) | Gagnante           |           |

Note :

## Déroulement
- Si vous ne connaissez pas le sujet, laissez ce bandeau (vous pouvez alors contacter les auteurs).
- Si vous supprimez le contenu mis en cause (vous pouvez préalablement contacter les auteurs),

argumentez précisément cette suppression dans la page de discussion
(un manque de référence n'est pas un argument ; une recherche réelle de référence doit avoir été effectuée, être formellement documentée).

### Bilan par épisode
| Épisode              | Diffusion         | Épreuves                              | Épreuves                              | Épreuves            | Conseil       | Conseil       | Conseil       |
| Épisode              | Diffusion         | Confort                               | Confort                               | Immunité            | Éliminé       | Vote          | Départ        |
| -------------------- | ----------------- | ------------------------------------- | ------------------------------------- | ------------------- | ------------- | ------------- | ------------- |
| 1er épisode          | 28 août 2009      | Louis-Laurent et Kaouther             | Louis-Laurent et Kaouther             | Mawaï               | Julien        | 4-4/4-4       | Jour 3        |
| 2e épisode           | 4 septembre 2009  | Koror                                 | Koror                                 | Koror               | Anthony       | 5-3           | Jour 6        |
| 3e épisode           | 11 septembre 2009 | Koror                                 | Koror                                 | Koror               | Claire        | 4-2-1         | Jour 9        |
| 4e épisode           | 18 septembre 2009 | Koror                                 | ex æquo                               | Mawaï               | Christina     | 3-2-1-1       | Jour 12       |
| 5e épisode           | 25 septembre 2009 | Koror                                 | Koror                                 | Koror               | Kader         | 4-1           | Jour 15       |
| 6e épisode           | 2 octobre 2009    | Koror                                 | Koror                                 | Christina           | /             | /             | /             |
| 7e épisode           | 2 octobre 2009    | Christina et Freddy                   | Christina et Freddy                   | Louis-Laurent       | Freddy        | 5-5/5-5       | Jour 21       |
| 8e épisode           | 9 octobre 2009    | Kader et Rodolphe                     | Kader et Rodolphe                     | Raphaële            | Pascal        | 5-4           | Jour 24       |
| 9e épisode           | 9 octobre 2009    | Christina, Kader, Patrick et Raphaële | Christina, Kader, Patrick et Raphaële | Raphaële            | Louis-Laurent | 4-3-1         | Jour 27       |
| 10e épisode          | 16 octobre 2009   | Patrick                               | Patrick                               | Christina           | Raphaële      | 4-2-1         | Jour 30       |
| 11e épisode          | 16 octobre 2009   | Kader                                 | Kader                                 | Patrick             | Rodolphe      | 4-2           | Jour 33       |
| 12e épisode          | 23 octobre 2009   | Isabelle                              | Isabelle                              | Christina           | Kader         | 3-2           | Jour 36       |
|                      |                   | Épreuve d'orientation                 | Épreuve d'orientation                 | Épreuve des poteaux | Conseil final | Conseil final | Conseil final |
| 13e épisode (Finale) | 30 octobre 2009   | Christina, Patrick et Isabelle        | Christina, Patrick et Isabelle        | Christina           | Christina     | 5-2           | Gagnante      |

Notes :

### Détail des éliminations
|               | Tribus non créées | Tribus non créées | Tribus non créées | Tribus initiales | Tribus initiales | Tribus initiales | Tribus mélangées | Tribus mélangées | Tribus mélangées | Tribus mélangées | Tribus mélangées | Tribu réunifiée | Tribu réunifiée | Tribu réunifiée | Tribu réunifiée | Tribu réunifiée | Tribu réunifiée | Tribu réunifiée | Tribu réunifiée | Tribu réunifiée | Tribu réunifiée | Tribu réunifiée | Tribu réunifiée |
| ------------- | ----------------- | ----------------- | ----------------- | ---------------- | ---------------- | ---------------- | ---------------- | ---------------- | ---------------- | ---------------- | ---------------- | --------------- | --------------- | --------------- | --------------- | --------------- | --------------- | --------------- | --------------- | --------------- | --------------- | --------------- | --------------- |
| ► Épisode     | 1                 | 1                 | 1                 | 1                | 2                | 3                | 4                | 5                | 5                | 5                | 6                | 6               | 7               | 7               | 8               | 9               | 10              | 11              | 12              | 13              | 13              | Finaliste       | Vainqueur       |
| ► Éliminé     | Anthony           | Joëlle            | Myriam            | Julien           | Anthony          | Claire           | Christina        | Marine           | Kaouther         | Kader            | Alexandre        | /               | Alexandre       | Freddy          | Pascal          | Louis-Laurent   | Raphaële        | Rodolphe        | Kader           | Fabienne        | Isabelle        | Patrick         | Christina       |
| ► Votes       | 0                 | 0                 | 0                 | 4/8              | 5/8              | 4/7              | 3/7              | 0                | 0                | 4/5              | 2                | /               | 0               | 5/10            | 5/9             | 4/8             | 4/7             | 4/6             | 3/5             | 0               | 1               | 2/7             | 5/7             |
| ▼ Candidats   | Votes             | Votes             | Votes             | Votes            | Votes            | Votes            | Votes            | Votes            | Votes            | Votes            | Votes            | Votes           | Votes           | Votes           | Votes           | Votes           | Votes           | Votes           | Votes           | Votes           | Votes           | Votes           | Votes           |
| Christina     |                   |                   |                   | Julien           |                  |                  | Alexandre        | [ N 20 ]         |                  |                  |                  |                 |                 | Freddy          | Pascal          | Louis-Laurent   | Raphaële        | Rodolphe        | Kader           |                 | Isabelle        | Jury final      | Jury final      |
| Patrick       |                   |                   |                   | Raphaële         |                  |                  | Christina        |                  |                  |                  |                  |                 |                 | Freddy          | Pascal          | Louis-Laurent   | Raphaële        | Rodolphe        | Fabienne        |                 |                 | Jury final      | Jury final      |
| Isabelle      |                   |                   |                   | Julien           |                  |                  | Raphaële         |                  |                  |                  | Alexandre        |                 |                 | Freddy          | Pascal          | Louis-Laurent   | Raphaële        | Rodolphe        | Kader           |                 |                 | Patrick         |                 |
| Fabienne      |                   |                   |                   |                  | Anthony          | Pascal           |                  |                  |                  | Kader            | Alexandre        |                 |                 | Isabelle        | Kader           | Kader           | Kader           | Kader           | Kader           |                 |                 |                 | Christina       |
| Kader         |                   |                   |                   |                  | Claire           | Claire           |                  |                  |                  | Fabienne         | [ N 21 ]         | [ N 21 ]        | [ N 21 ]        | Freddy          | Pascal          | Louis-Laurent   | Raphaële        | Rodolphe        | Fabienne        |                 |                 | Patrick         |                 |
| Rodolphe      |                   |                   |                   |                  | Claire           | Claire           |                  |                  |                  | Kader            |                  |                 |                 | Isabelle        | Kader           | Kader           | Kader           | Kader           |                 |                 |                 |                 | Christina       |
| Raphaële      |                   |                   |                   | Julien           |                  |                  | Isabelle         |                  |                  |                  |                  |                 |                 | Freddy          | Pascal          | Rodolphe        | Patrick         |                 |                 |                 |                 |                 | Christina       |
| Louis-Laurent |                   |                   |                   |                  | Anthony          | Fabienne         | Christina        |                  |                  |                  |                  |                 |                 | Isabelle        | Kader           | Kader           |                 |                 |                 |                 |                 |                 | Christina       |
| Pascal        |                   |                   |                   |                  | Anthony          | Claire           |                  |                  |                  | Kader            |                  |                 |                 | Isabelle        | Kader           |                 |                 |                 |                 |                 |                 |                 | Christina       |
| Freddy        |                   |                   |                   | Raphaële         |                  |                  |                  |                  |                  | Kader            |                  |                 |                 | Isabelle        |                 |                 |                 |                 |                 |                 |                 | [ N 22 ]        | [ N 22 ]        |
| Alexandre     |                   |                   |                   | Raphaële         |                  |                  | Christina        |                  |                  |                  |                  | [ N 23 ]        |                 |                 |                 |                 |                 |                 |                 |                 |                 |                 |                 |
| Kaouther      |                   |                   |                   |                  | Anthony          | Claire           |                  |                  |                  |                  |                  |                 |                 |                 |                 |                 |                 |                 |                 |                 |                 |                 |                 |
| Marine        |                   |                   |                   | Julien           |                  |                  | Raphaële         |                  |                  |                  |                  |                 |                 |                 |                 |                 |                 |                 |                 |                 |                 |                 |                 |
| Claire        |                   |                   |                   |                  | Anthony          | Pascal           |                  |                  |                  |                  |                  |                 |                 |                 |                 |                 |                 |                 |                 |                 |                 |                 |                 |
| Anthony       |                   | [ N 24 ]          | [ N 24 ]          |                  | Claire           |                  |                  |                  |                  |                  |                  |                 |                 |                 |                 |                 |                 |                 |                 |                 |                 |                 |                 |
| Julien        |                   |                   |                   | Raphaële         |                  |                  |                  |                  |                  |                  |                  |                 |                 |                 |                 |                 |                 |                 |                 |                 |                 |                 |                 |
| Myriam        |                   |                   |                   |                  |                  |                  |                  |                  |                  |                  |                  |                 |                 |                 |                 |                 |                 |                 |                 |                 |                 |                 |                 |
| Joëlle        |                   |                   |                   |                  |                  |                  |                  |                  |                  |                  |                  |                 |                 |                 |                 |                 |                 |                 |                 |                 |                 |                 |                 |

Notes :

## Résumés détaillés
- Si vous ne connaissez pas le sujet, laissez ce bandeau (vous pouvez alors contacter les auteurs).
- Si vous supprimez le contenu mis en cause (vous pouvez préalablement contacter les auteurs),

argumentez précisément cette suppression dans la page de discussion
(un manque de référence n'est pas un argument ; une recherche réelle de référence doit avoir été effectuée, être formellement documentée).

### Épisode 1: Découverte des aventuriers et création des tribus, débuts en vrac pour les rouges
Dès l'arrivée des candidats, une épreuve de sélection est organisée à l'issue de laquelle un homme et une femme sont éliminés avant la formation des équipes initiales. Les gagnants sont Louis-Laurent chez les hommes et Kaouther chez les femmes. Les perdants sont chez les hommes Anthony, et chez les femmes une certaine Joëlle, qui au départ n'est pas nommée. L'émission précise seulement : « pour des raisons qui lui appartiennent, vous ne verrez pas ces images ». En effet, à la demande de cette candidate, la production a procédé à de nombreux zooms et recadrages lors du montage pour ne pas montrer son visage. On sait en revanche qu'elle était la doyenne de cette saison, car la voix-off l'indique indirectement en précisant que les candidats sont âgés de 19 ans (âge de Marine) à 62 ans. La femme connue la plus âgée étant Myriam (56 ans) et l'homme le plus âgé Rodolphe (52 ans). La candidate éliminée au premier jeu, après le naufrage, était donc la sexagénaire de cette saison. Joëlle sera plus tard interviewée et déclinera son identité, déclarant être furieuse de cette épreuve de départ inattendue dans le jeu, au point que cette professeure de sport pourtant experte de ce genre d'épreuves n'a pas eu le courage de continuer la course au terme de laquelle elle est arrivée dernière. Elle refusera par la suite de paraître à l'écran et de se manifester.
Louis-Laurent et Kaouther obtiennent chacun le droit d'emmener avec eux une femme et un homme respectivement pour aller ensemble passer une nuit chez des pêcheurs de Palau, pour apprendre les techniques de survie élémentaires. Kaouther choisit Freddy, qui l'a aidée alors qu'elle était malade au début du naufrage, et Louis-Laurent choisit son amie Marine, arrivée 2e chez les filles. Cependant, Myriam, la doyenne, arrivée 4e de la course, un exploit, s'est blessée à la cheville et est contrainte d'abandonner le 3e jour, permettant le retour d'Anthony, puisque Joëlle ne veut plus participer au jeu.
Les 16 candidats restent d'abord sur la même île pendant deux jours, et très vite, Freddy prend le commandement du camp et de la construction de la cabane, ingénieur qu'il est. Sa cabane est plutôt réussie, et il confectionne également tables, chaises, couverts et autres conforts sommaires. Mais son attitude arrogante commence à en agacer certains. Ce n'est qu'au troisième jour, avant la première épreuve d'immunité, que les équipes sont constituées par le doyen (Rodolphe) et la benjamine (Marine) des candidats. Tous deux ont dû se mettre d'accord pour que l'un répartisse les équipes le plus équitablement possible, et que l'autre choisisse l'équipe qu'il intégrera. Marine constitue donc les équipes et Rodolphe choisit d'intégrer la première. Ensuite, Marine choisit la couleur de son équipe (le rouge en l'occurrence, l'équipe de Rodolphe est donc jaune).
Les Koror, les rouges, sont donc constitués d'Alexandre, Christina, Freddy, Isabelle, Julien, Marine, Patrick et Raphaële. Les Mawaï, les jaunes, sont composés d'Anthony, Claire, Fabienne, Kader, Kaouther, Louis-Laurent, Pascal et Rodolphe. Kaouther est un peu déçue de ne pas avoir Freddy dans son équipe. Tout de suite après, l'épreuve d'immunité a lieu : aller chercher des clés attachés à intervalles régulières en hauteur, les candidats devant grimper à l'envers de plus en plus haut pour les récupérer et les ramener en relais. Le jeu est remporté par les Mawaï, qui gagnent également la possibilité de rester sur le camp avec la cabane déjà construite; quant aux Koror, ils doivent tout refaire depuis le début.
Avant le conseil, les stratégies fusent, et Patrick et Freddy tentent d'influencer le vote des filles, qui se sentent en danger. Marine, très convoitée, choisit cependant de rester sur un vote contre un homme, en l’occurrence le jeune Julien. Les hommes feront de même contre Raphaële. Au conseil, coup de théâtre : un vote-égalité, une première dans l'histoire du jeu. Puis, lors d'un nouveau vote, encore une égalité. Denis est donc contraint d'adopter pour la première fois le tirage au sort à la boule noire entre Raphaële et Julien. Ce dernier perd le tirage et est éliminé.

### Épisode 2: Défaites et tensions chez les jaunes
La première épreuve de confort en équipes est remportée par les Koror. Sur le camp de ces derniers, Freddy énerve beaucoup de par son caractère. Chez les Mawaï, un trek improvisé est organisé entre Rodolphe, Fabienne et Claire pour aller trouver de quoi manger. Une tempête les surprend et ils doivent s'abriter dans une cabane improvisée. Les jaunes perdent de nouveau une épreuve, l'immunité, et au retour un conseil de tribu est organisé, qui tourne à la foire d'empoigne. Anthony et Claire sont accusés d'être les plus faibles, mais tout penche vers Anthony, qui a beaucoup de mal à se donner dans les épreuves. Ce dernier n'accepte pas les critiques, surtout qu'il n'a pas participé aux deux premiers jours avec les candidats. Il s'isole du groupe, énervé, ce qui favorise Claire. Et au conseil, fatalement, Anthony est éliminé.

### Épisode 3: Bérézina et ambiance électrique chez les jaunes
La débandade des jaunes continue, ils perdent encore le confort et l'immunité, ce qui énerve Kaouther et Kader. Claire est dans le viseur, mais elle est défendue par Fabienne et Rodolphe qui la jugent beaucoup plus active sur le camp que d'autres. Le ton monte entre Claire et Kader, Claire n'acceptant pas les critiques de ce dernier. Finalement, au conseil, Claire est éliminée, et les jaunes promettent de se reprendre après ça.

### Épisode 4: Isabelle contre Alexandre, échange d'aventuriers et contre-attaque jaune
Les jaunes vont enfin pouvoir montrer de quoi ils sont capables lors de l'épreuve du trek : ils vont affronter les rouges lors d'un long trek d'un jour et une nuit dans la jungle, tout en portant leur matériel de cuisine et autres, et en devant ramasser au fur et à mesure des totems qu'ils doivent tous trouver au moins pour espérer gagner le jeu, mais qui les alourdissent au fur et à mesure. Avant le trek, une épreuve préliminaire a lieu, remportée par les Koror, qui bénéficient donc d'un bivouac, d'un bon repas et de matériel plus confortable pour la nuit. Kaouther se blesse au pied, mais prend sur elle pour aller toujours plus loin. Le soir, la pluie s'abat sur l'île du trek. Les équipes sont fatiguées et ont à peine mangé. Isabelle, chez les rouges, reproche aux hommes de mettre trop de temps pour installer la bâche, car la pluie et le vent sont glaciaux. Alexandre s'énerve contre Isabelle, puis lui reproche une fois sous la bâche sa fainéantise et son manque d'implication. En retour, Isabelle, qui ne supporte plus Alexandre et sa façon de mal lui parler, monte dans les tours et une énorme dispute a lieu entre les deux, ponctuée de cris et d'insultes. La situation fatigue Marine, déjà très affaiblie par le trek, au point qu'elle fait une crise de tétanie et le médecin doit être appelé. Alexandre et Isabelle mettent leurs rancœurs de côté pour s'occuper de Marine, qui est alors évacuée à l'infirmerie. Le lendemain, la tension entre Alexandre et Isabelle n'est pas redescendue, et Isabelle pleure de colère. Le trek reprend pourtant, sans Marine, et à l'arrivée, Denis déclare que les deux équipes sont ex-aecquo (une première dans cette épreuve) : ainsi, chaque équipe pourra choisir un membre de l'autre qui rejoindra leurs rangs, à commencer par les rouges arrivés premiers. Les Koror choisissent Louis-Laurent, et les Mawaï prennent Freddy, ce qui redonne le sourire à Kaouther, qui souffre toujours de la jambe, et doit davantage se reposer sur le camp. Double bonne nouvelle pour les jaunes : ils remportent l'immunité. Les rouges se préparent donc pour leur deuxième conseil, qui a lieu immédiatement après l'épreuve. Alexandre ou Isabelle semblent être sur la sellette, mais Patrick, stratège, avait confié plus tôt à certains membres de son équipe qu'il valait mieux, pour le bien de l'équipe, mettre de côté la rancœur entre Isabelle et Alexandre et voter une fille, au vu de l'absence de Marine, si jamais les choses tournaient mal. Isabelle choisit de voter Raphaële, la grande alliée d'Alexandre, qui vote contre elle en retour. Christina vote Alexandre, et s'ajoute aussi le vote de Marine, depuis l'infirmerie, qui vise Raphaële également. Cependant, les hommes, surtout Alexandre, pris au dépourvu par ce conseil soudain, choisissent de voter Christina malgré ses énormes qualités sportives, mais ils lui reprochent sa timidité générale. Christina accepte le vote mais semble dégoûtée.

### Épisode 5: Le retour de Christina et atmosphère volcanique chez les jaunes
Le lendemain, encore une mauvaise nouvelle pour les rouges : Marine doit déclarer son abandon médical et ne reviendra pas dans le jeu, car elle est trop faible. Christina réintègre donc les Koror, qui gagnent confort puis immunité. C'est la goutte d'eau qui fait déborder le vase pour les jaunes, qui accumulent 8 défaites successives depuis le début, une première. Chacun se renvoie la balle, mais Kader et Kaouther accusent Fabienne et Pascal, et ne comprennent pas le manque d'esprit sportif de ces derniers, qui ne pensent qu'au camp, et qui accusent en retour Kader et Kaouther, blessée, de ne rien faire. Au conseil, ça explose quand Fabienne se déclare plus utile sur le camp que Kader et même Kaouther, pourtant arrivée première de l'épreuve initiale comme elle le lui rappelle. Une violente dispute éclate entre elle et Fabienne, puis entre Fabienne et Kader. Rodolphe s'ajoute à la discussion, et donne raison à Fabienne. Kaouther déclare alors à Denis qu'elle ne souhaite plus rester dans l'aventure, car depuis plusieurs jours elle a trop mal au pied et en plus elle en a assez de son équipe. Denis enregistre donc son abandon qui agace les autres, et Kaouther part furieuse en les traitant de "bras cassés". Les tensions continuent, et le vote du conseil touche Kader, qui quitte lui aussi l'aventure dégoûté, en voulant énormément à Fabienne, Rodolphe et Pascal.

### Épisode 6: Réunification: le sacrifice tendu d'Alexandre et son retour
Les Mawaï se réveillent la tête en friche : l'abandon de Kaouther puis l'élimination de Kader les a durement touchés, mais ils jugent le comportement de Kaouther beaucoup plus reprochable, pensant qu'elle est partie parce qu'elle en avait juste assez de perdre et qu'elle ne voulait pas être éliminée. Ils doivent dans ces conditions affronter l'épreuve de confort qui s'annonce, difficile physiquement et nerveusement avec les cris insupportables d'Isabelle pour encourager son équipe. L'épreuve consiste à tenir chacun d'une main une corde retenant un lourde charge via une poulie. Les premiers à lâcher perdront le précieux coup de fil aux proches. Les jaunes perdent évidemment l'épreuve et au retour, les critiques contre Isabelle fusent. Les rouges peuvent donc tour à tour téléphoner à leur famille, séquence émotion.
Au 17e jour, faute d'un trop grand nombre d'éliminés, la réunification a lieu plus tôt, et les Mawaï envoient comme ambassadrice Fabienne, se sentant prête à défendre son équipe quitte à aller au tirage au sort. Idem chez les rouges pour la "maman" Isabelle. Cependant, une fois au conseil des ambassadrices, Isabelle n'arrive pas à faire changer Fabienne d'avis : elle est prête à aller aux boules. Isabelle réalise qu'en fait la règle des ambassadeurs a changé (depuis 2008) et qu'elle ignorait que c'était une élimination "mort subite" (immédiate, et non plus un simple bulletin dans l'urne). Elle tente alors encore de convaincre Fabienne puis, par peur d'aller au tirage, et par vengeance, elle propose le nom d'Alexandre, ce que Fabienne accepte, étonnée. Isabelle explique à Fabienne la tension entre elle et Alexandre, pendant que Koror et Mawaï lèvent le camp vers une toute nouvelle île réunifiée, sur laquelle Freddy s’attelle déjà à donner des ordres pour construire la cabane. Lorsque les deux ambassadrices reviennent et qu'Isabelle annonce son choix, tous sont dégoûtés de cette trahison (une première dans Koh-Lanta, jamais un aventurier n'avait auparavant fait subir l’élimination immédiate à un membre de sa propre tribu, surtout s'il était méritant), et Alexandre s'énerve contre Isabelle puis finit par faire son sac et partir sans même attendre Denis, refusant d 'écouter les explications d'Isabelle et celles de Fabienne, lui rappelant la difficulté de la règle des ambassadeurs, dont Alexandre ignorait également le changement, ce qui l'agace encore plus. Une coalition se ligue contre Isabelle, qui est alors protégée par Fabienne, Patrick et Christina, jugeant le comportement "je ne l'aurait pas fait à sa place" des autres hypocrite. En réalité, Patrick souhaite simplement roder sa stratégie pour le reste de l'aventure.
Cependant, au vu de la détresse d'Alexandre, Denis lui propose une seconde chance : racheter sa place en trouvant un anneau de pierre enfoui sur l'île de départ. Ce qu'il fait, et il revient dans l'aventure quelque temps plus tard, au grand dam d'Isabelle. En son absence, épreuve d'immunité et conseil ont lieu. L'immunité individuelle, la première, est le parcours du combattant : les femmes et les hommes sont scindés en deux groupes pour respecter l'équité. Le parcours femme est remporté par Christina même si les concurrentes se sont talonnées tout le long de la course, tandis que celui des hommes est remporté rapidement par Freddy. Pour les départager, une seconde épreuve est organisée. Les deux candidats ont les yeux bandés et se font guider à la voix par les autres qui les aident à récupérer un totem, symbole d'immunité. Christina remporte l'épreuve. Le conseil est particulier, car Isabelle est évidemment sur la sellette, tout comme Freddy, jugé trop fort sur les épreuves. Cependant, en raison des trop nombreux abandons et éliminations lors du précédent épisode, il n'y aura pas de vote au conseil du soir, et Christina conserve son immunité jusqu'au prochain.

### Épisode 7: Le court retour d'Alexandre, le retour de Kader et la chute de Freddy
Alexandre revient et étonne tout le monde le 19e jour. L'épreuve de confort est annoncée, remportée par Christina et Freddy. Alexandre et Isabelle s'évitent mais ne se lâchent pas du regard sur le camp. Il se rend compte que les opinions sur elle ont changé, et que les votes s'orienteraient davantage contre Freddy, Patrick souhaitant garder l'avantage numéraire des rouges, qui sont maintenant 6 contre 4, à moins que Louis-Laurent ne les trahisse. Alexandre hésite encore, alors que l'épreuve d'immunité est annoncée. Elle est remportée par Louis-Laurent, ce qui l'avantage beaucoup, puisque Louis-Laurent s'était rapproché par des ex-jaunes après la trahison d'Isabelle, et il était donc sur la sellette, refusant l'alliance de Patrick avec Isabelle. Par contre, cela n'avantage pas Freddy, dans le viseur de ses anciens alliés. Mais il y a autre chose : durant l'épreuve, Alexandre s'est violemment cogné le nez contre une poutre, dans son empressement à vouloir gagner le jeu. Il est alors transféré à l'infirmerie et doit malheureusement déclarer son abandon médical à son grand regret. Cela fait revenir, le 21e jour, Kader, le dernier éliminé il y a près d'une semaine. Fabienne enrage et refuse même de lui faire la bise. Une violente dispute éclate ensuite entre les deux sur le camp. Patrick voit sa chance tourner et propose que Kader rejoigne les ex-rouges, maintenant que Louis-Laurent s'est allié contre lui et qu'Alexandre est parti. Chose qu'il accepte. Raphaële choisit également de suivre Patrick. Au conseil, Louis-Laurent et Christina sont donc intouchables, et tous les ex-jaunes plus Louis-Laurent votent Isabelle, y compris Fabienne, pour contrer le vote des rouges. Les rouges eux votent tous Freddy, incluant Kader. Égalité, et une nouvelle fois, Denis les envoie voter, ce qui débouche sur une deuxième égalité. La règle exceptionnelle de la boule noire se met donc encore en place entre Isabelle et Freddy, et c'est Freddy qui part, devenant le premier membre du jury final.

### Épisode 8: Les ex-jaunes en danger
L’élimination de Freddy a fait un choc sur le camp, et les manigances de Patrick sont désormais révélées au grand jour. Freddy, le héros de Palau, considère son élimination comme injuste mais déclare être le vrai champion de cette année, et être allé au bout de son Koh-Lanta, mais avoir été un peu trop gentil, regrettant de ne pas avoir suivi Patrick. Les ex-jaunes se savent désormais tous sur la sellette. Le confort a lieu, donnant la victoire à Kader et Rodolphe. Puis l'immunité voit la victoire de Raphaële. Avant le conseil, Kader et Rodolphe se rapprochent, le premier promettant plus ou moins le carré final au second. Mais c'est Kader, jugé comme un traître, qui est cette fois sur la liste de vote des ex-jaunes, contre Pascal pour les ex-rouges, qui préfèrent donner une chance à Louis-Laurent, et épargner Rodolphe et Fabienne avec qui ils s'entendent bien. C'est donc le réservé Pascal qui sort, devenant le deuxième membre du jury final.

### Épisode 9: La révélation de Raphaële et tensions sur le camp
Au 25e jour, Fabienne et les ex-jaunes dépriment : ils jugent injuste ces éliminations au coupe-tête et pensent que Patrick et sa bande ne respectent pas le mérite de l'aventure. Patrick juge toutefois logique d'éliminer tous les membres d'une équipe adverse quand la sienne est en supériorité numérique. Les ex-jaunes savent bien que leurs voix ne compteront pas, et donc Kader reste le vote "de contestation", pour lui faire payer sa trahison et ses mots méchants lors de sa première élimination. Les tensions avec Fabienne ne redescendent pas. L'épreuve de confort voit la quadruple victoire de Kader, Christina, Patrick et Raphaële, ce qui énerve les ex-jaunes qui pensent en secret que personne n'y est méritant. Plus tard, lors de l'épreuve d'immunité, Raphaële remporte une nouvelle victoire. Au conseil, les ex-rouges choisissent de faire payer à Louis-Laurent son refus de rester avec eux, et l'éliminent.

### Épisode 10: Raphaële subit la trahison des ex-rouges
Le lendemain, les ex-rouges voient Raphaële d'un mauvais œil : non seulement elle a refusé de voter comme les autres, préférant Rodolphe plutôt que son ami de l'aventure Louis-Laurent, ce qui est jugé comme une trahison par Patrick, qui pense qu'elle aurait pu tout faire capoter, mais en plus ses doubles victoires d'immunité d'affilée inquiètent. Elle est alors marginalisée, y compris par son amie Christina, ce qui la désole. Une tempête éclate alors sur l'île, et tandis que tous tentent de protéger le feu et de mettre les affaires à l'abri dans une grotte, Kader et Patrick se reposent, fatigués, ce qui agace terriblement Rodolphe qui les qualifiera de "goujats", ce qui en retour énervera beaucoup Patrick et Kader. Au confort, Patrick gagne, non sans astuce, l'épreuve, mais choisit, au vu de la colère des autres candidats, de leur offrir sa récompense (une entrecôte et des accompagnements) et de s'en priver. Raphaële s'isole de plus en plus des ex-rouges et se rapproche de Fabienne et Rodolphe, ce qui la met en danger. Elle tente comme elle peut de gagner l'immunité, l'épreuve de l'apnée, mais elle perd de justesse face à Christina. Au conseil, elle est ainsi éliminée, trahie par son amie Christina. Elle avait décide de voter Patrick pour lui faire payer ses stratégies, lui qui ne mérite pas de rester plus longtemps dans l'aventure selon la tribu réunifiée.

### Épisode 11: Patrick fait jaser la tribu réunifiée
Le départ de Raphaële peine Christina, qui se rend compte que Patrick a beaucoup trop d'influence sur elle. Au confort, Kader gagne, et invite Christina à sa récompense. Durant l'immunité, Isabelle, Kader et Patrick font de l'anti-jeu en empêchant Rodolphe, bien avancé dans l'épreuve, de la remporter, en bloquant sa perche. En effet, si Rodolphe gagne, personne ne voudra voter contre Fabienne chez les filles, et le vote se reportera sur Kader ou Patrick. Finalement, la victoire est obtenue par Patrick, ce qui dégoûte Rodolphe et Fabienne. Au conseil, Rodolphe est éliminé.

### Épisode 12: Le sprint avant la finale: alliance féminine et tensions
Fabienne se sent bien esseulée au matin du 34e jour, elle qui se considère la dernière des ex-jaunes, et qui pense chaque jour être éliminée, et qui ne pensait pas arriver jusque-là. Voilà qu'arrive l'épreuve du tir à distance, et les candidats vont pouvoir s'entraîner, mais également se regarder dans le miroir et se peser après plus d'un mois de survie. Cette épreuve voit la possibilité pour chaque candidat de gagner du temps avec l'un de ses proches s'il remporte le jeu : la femme de Kader, la mère de Christina, le mari de Fabienne, la meilleure amie d'Isabelle ou la femme de Patrick. Au cours de l'épreuve, l'alliance ex-rouge explose, chacun préférant casser la flèche de l'autre après celle de Fabienne, dégoûtée, qui dit ouvertement à son mari qu'elle en a marre de ces aventuriers non méritants, ce qui a le don d'agacer Patrick. Finalement, Isabelle remporte ce jeu de lancer de massue sur des vases à distance, et gagne donc un bon repas et une nuit magique sur une île paradisiaque avec son amie. Les tensions fusent pendant ce temps sur le camp, et les mots de Fabienne sont considérés par Patrick et Kader comme un moyen de "vider son linge sale hors de la famille". Isabelle revient ensuite de son confort, et a alors lieu la dernière épreuve d'immunité cruciale qui donnera au gagnant une place pour la finale. C'est Christina qui décroche le gros lot. Pour le conseil, c'est donc Fabienne qui devrait logiquement sortir. Cependant, Isabelle et Christina hésitent à voter pour leur "maman" de l'aventure, et préféreraient affronter davantage de femmes en finale. Patrick et Kader tentent de les faire changer d'avis, mais elles se rendent compte que l'aventure sera bientôt finie, et qu'il vaut mieux privilégier le cœur plutôt que la stratégie. C'est pourquoi, au conseil, elles s'allient à Fabienne contre Kader, dégoûté d'être éliminé, jugeant qu'Isabelle et Christina l'ont trahi.

### Épisode 13: La finale
Fabienne est très étonnée de se retrouver en finale, elle n'en revient pas. Patrick, stratège, ne tient pas rigueur aux filles de leur vote, mais s'inquiète d'être entouré de trois femmes pour la finale, sachant que beaucoup de femmes ont remporté les poteaux par le passé.

#### La course d’orientation
Le 37e jour a lieu l'épreuve d'orientation. Aidés d’une boussole et d’une carte qui indique l’emplacement de 3 repères, les candidats doivent retrouver un coquillage. Au total il y en a donc trois : les candidats qui ramèneront un coquillage se qualifieront pour l’épreuve des poteaux, tandis que le dernier sera éliminé.
Christina, Patrick puis Isabelle ramènent chacun un coquillage ; c’est donc Fabienne qui est éliminée.

#### L’épreuve des poteaux
Le 38e jour a lieu l'épreuve des poteaux. Au bout d’une heure, Isabelle est la première à tomber. Après 3 heures 15 minutes d’épreuve, Patrick tombe à son tour, non sans avoir tenté de déstabiliser Christina en lui parlant sans cesse. Christina remporte donc cette épreuve et choisit d’affronter Patrick devant le jury final, sachant pertinemment qu'il n'est pas aimé, et prétextant choisir le dernier à être tombé.

#### Le vote final (jury final)
Isabelle, la dernière membre du jury final, rejoint les 7 autres (Freddy, Pascal, Louis-Laurent, Raphaële, Rodolphe, Kader et Fabienne), qui lui demandent des comptes sur les stratégies d'élimination des ex-rouges et sur Patrick et Christina. Freddy est averti qu'il ne votera pas au conseil, étant le premier éliminé, pour ne pas avoir un nombre impair de votant étant donné l'absence d'Alexandre.
Patrick et Christina apparaissent ensuite devant le jury, et les reproches fusent. Kader reproche à Christina sa trahison, tout comme Louis-Laurent et Raphaële, ce qui l'émeut aux larmes. Mais tous sont unanimes pour dire que Patrick ne mérite pas sa place, ce dernier rétorquant qu'il n'a fait que ce que tous auraient fait, et il leur demande de privilégier sa réussite dans ce jeu d'aventure compliqué et stratégique plutôt que de l'accabler. Freddy lui vient en aide en rappelant que Koh-Lanta est un jeu de dupes et qu'il est admiratif de la stratégie de Patrick, qu'il aurait aimé en faire autant ou en être. Finalement, le vote a lieu et le dépouillement à Paris.
Lors de la finale, Denis Brogniart annonce que Myriam, qui a été contrainte d'abandonner dès le début du jeu, est directement sélectionnée pour participer à la saison 10 de Koh-Lanta. Il prend également des nouvelles de Marine et d'Alexandre, qui vont mieux, et revient sur le héros de cette saison, Freddy. Kaouther admet qu'elle a eu tort d'abandonner si facilement, que cela ne lui ressemble pas, que c'était sur un coup de tête. Les stratégies de Patrick sont également abordées, mais aussi les victoires de Christina. Le dépouillement donne 2 voix à Patrick (son amie Isabelle et celle de Kader, déçu de Christina) contre 5 voix pour Christina, qui fait d'elle la grande gagnante de l'aventure, la toute première de l'histoire du jeu à avoir gagné Koh-Lanta après avoir été éliminée lors d'un conseil, puis réintégrée à la suite de l'abandon d'un candidat.

## Audiences

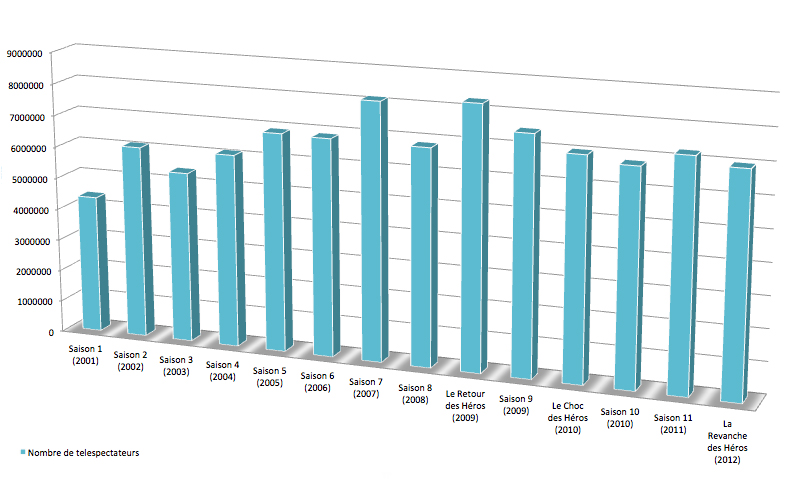
Importance des audiences de la saison 9 par rapport aux audiences des autres saisons 2001 à 2012.

| Émission    | Jour et horaire de diffusion             | Nombre de téléspectateurs | Part de marché sur les 4 ans et plus | Référence         |
| ----------- | ---------------------------------------- | ------------------------- | ------------------------------------ | ----------------- |
| 1           | Vendredi 28 août 2009 (20:45-22:30)      | 7 300 000                 | 35,4 %                               | [réf. nécessaire] |
| 2           | Vendredi 4 septembre 2009 (20:45-22:15)  | 7 849 000                 | 33,0 %                               | [réf. nécessaire] |
| 3           | Vendredi 11 septembre 2009 (20:45-22:15) | 7 300 000                 | 29,0 %                               | [réf. nécessaire] |
| 4           | Vendredi 18 septembre 2009 (20:45-22:25) | 7 730 000                 | 31,1 %                               | [réf. nécessaire] |
| 5           | Vendredi 25 septembre 2009 (20:45-22:05) | 7 800 000                 | 30,4 %                               | [réf. nécessaire] |
| 6 et 7      | Vendredi 2 octobre 2009 (20:45-23:40)    | 7 276 000                 | 33,8 %                               | [réf. nécessaire] |
| 8 et 9      | Vendredi 9 octobre 2009 (20:45-23:15)    | 7 900 000                 | 33,3 %                               | [réf. nécessaire] |
| 10 et 11    | Vendredi 16 octobre 2009 (20:45-23:25)   | 7 127 000                 | 31,9 %                               | [réf. nécessaire] |
| 12          | Vendredi 23 octobre 2009 (20:45-22:35)   | 7 300 000                 | 29,6 %                               | [réf. nécessaire] |
| 13 (Finale) | Vendredi 30 octobre 2009 (20:45-23:25)   | 7 537 000                 | 33,9 %                               | [réf. nécessaire] |